# Prinz Kaspian von Narnia
Prinz Kaspian von Narnia bzw. Wiedersehen in Narnia bzw. Die unverhoffte Wiederkehr oder: Prinz Kaspian (engl. Originaltitel Prince Caspian) ist ein Roman des britischen Schriftstellers C. S. Lewis und erschien 1951 als Teil der Reihe Die Chroniken von Narnia.
Obwohl als zweites Buch geschrieben, ist Prinz Kaspian von Narnia nach C. S. Lewis’ Lesart der vierte Roman der Reihe.

## Inhalt
Das Buch erzählt die zweite Geschichte von Peter, Susan, Edmund und Lucy. Sie waren ein Jahr lang nicht mehr in Narnia, während dort jedoch, ohne dass sie es ahnen, 1300 Jahre vergangen sind. Gerade auf dem Weg in die Schule – sie stehen auf einem Bahnhof –, finden sie sich plötzlich in den Ruinen ihres alten Schlosses Cair Paravel (in früheren Übersetzungen „Feeneden“) wieder, wo sie einen Zwerg namens Trumpkin treffen. Dieser erzählt ihnen, dass die Telmarer, ein Menschenvolk aus dem Westen, vor längerer Zeit Narnia erobert und die alten Bewohner Narnias vertrieben oder unterworfen haben. Zur Zeit herrscht der unrechtmäßig an die Macht gekommene Miraz, dessen Neffe Kaspian, eigentlich der rechtmäßige König wäre. Nachdem Miraz ein eigener Sohn geboren worden war, flüchtete Kaspian mit seinem zwergenstämmigen Lehrer, da er nun befürchtete, von Miraz umgebracht zu werden.
Zusammen starteten sie eine Revolution der Alt-Narnianen und begannen anschließend einen offenen Kampf gegen die Telmarer. Da die Situation jedoch hoffnungslos aussah, benutzte Kaspian das alte Zauberhorn von Susan, um die vier Kinder, die einst Narnia regierten, zurückzuholen.
Gemeinsam mit Trumpkin machen sich die Kinder auf den gefährlichen Weg zum Lager der Narnianen, während um sie die alten Geister des Waldes wieder in Erscheinung treten. Und auch Aslan erscheint wieder. Zuerst können die Kinder ihn nicht sehen, nach und nach aber schlüpfen sie in ihre alten Rollen und erblicken ihn damit, die Jüngste unter ihnen, Lucy, zuerst, Susan zuletzt. Mit der Hilfe der Alt-Narnianen kämpfen die Kinder, Prinz Kaspian und Aslan gegen Miraz. Im Zweikampf besiegt Peter zuletzt Miraz, und Kaspian wird König. Am Ende erfahren Peter und Susan, dass sie nun vorerst nicht mehr nach Narnia kommen dürfen, da sie schon zu alt seien.

## Christliche Deutungen
Im Buch Prinz Kaspian von Narnia können fünf wesentliche christliche Themen identifiziert werden:
1. Der Konflikt zwischen Gut und Böse
2. Gottes planvolles Lenken (Voraussicht und Versorgung)
3. Glauben (der Zusammenhang zwischen Vertrauen und Gotteserkenntnis)
4. Jüngerschaft (Nachfolge)
5. Gottes Gegenwart (in Reden und Handeln)

### Der Konflikt zwischen Gut und Böse
Der Kampf zwischen Gut und Böse spitzt sich in besonderer Weise in den verborgenen und verwinkelten Gängen und Räumen in Aslans Hügel zu. Hier wird der Bezug zum Christ-gleichen Sieg Aslans über den Tod in Der König von Narnia hergestellt.

### Gottes planvolles Lenken
Auf ihrem Weg hin zu Prinz Kaspian werden menschliche Vernunft und kindliches Gottvertrauen einander gegenübergestellt. Allein letzteres führt zum Erfolg, während das Vertrauen auf die eigene Vernunft katastrophal schiefläuft, als die fünf auf ihrem Weg zu Aslans Hügel in einen Pfeilhagel von Miraz Soldaten geraten. Ein konkreter Bezug besteht hier zu Spr 3,5-6 .

### Glauben
Im Glauben geht es nicht allein darum, die Existenz Gottes, bzw. Aslans hier in der Geschichte für wahr zu halten, sondern vor allem auf Gottes Hilfe zu vertrauen. Dieses unerschütterliche Vertrauen wird denn auch am Ende des Romans belohnt, als die Kinderfrau Kaspians endlich Aslan begegnet. Hier kann auch ein Bezug zum Glauben Abrahams genommen werden, wie er in Röm 4,20  beschrieben wird.

### Jüngerschaft
Einen besonderen Raum nimmt die Treue in der Nachfolge ein, die Aslan von Lucy ohne Rücksicht auf die Reaktion ihrer Geschwister einfordert. Und Lucy ist nach anfänglichem Scheitern gewillt, sie zu geben, jedoch zunächst ohne zu wissen, ob sie überhaupt dazu im Stande ist. Der Evangelist Johannes schreibt hierzu in 14,21 : „Wer meine Gebote hat und sie hält, der ist es, der mich liebt; wer mich aber liebt, wird von meinem Vater geliebt werden und auch ich werde ihn lieben und mich ihm offenbaren.“ Und so ist es zunächst auch Lucy allein, die Aslan sehen kann.

### Gottes Gegenwart
Die Parallelen zwischen Roman und Bibel sind in diesem Roman weniger vordergründig, als in Der König von Narnia. Hier sind sie hingegen stärker in der Person Aslans selbst, also ihrem Reden und Handeln zu ziehen. Das gilt für die Ehrfurcht, mit der die vier englischen Schulkinder und narnianischen Könige ihm als dem wahren Richter begegnen, wie auch für Aslans vergebendes, heilendes und wiederherstellendes Handeln.

## Verfilmungen
- 1989 – Die Chroniken von Narnia: Prinz Kaspian & Die Reise auf der Morgenröte („Prince Caspian and the Voyage of the Dawn Treader“), Fernsehrealfilmserie,  die ersten beiden Episoden.[4]
- Am 16. Mai 2008 (in Deutschland am 22. Juli 2008) erschien die Kinoverfilmung Die Chroniken von Narnia: Prinz Kaspian von Narnia („The Chronicles of Narnia: Prince Caspian“);[5] unter der Regie von Andrew Adamson spielen Ben Barnes[6], Georgie Henley, William Moseley, Anna Popplewell und Skandar Keynes die Hauptrollen.

## Ausgaben
- Die Chroniken von Narnia Band 4: Prinz Kaspian von Narnia; ISBN 978-3-86506-084-6
- Die Chroniken von Narnia (gebundene Gesamtausgabe); ISBN 3-8000-5186-9